# Cantone di Zamora
Il cantone di Zamora è un cantone dell'Ecuador che si trova nella provincia di Zamora Chinchipe.
Il capoluogo del cantone è Zamora.

## Suddivisione
Il cantone è suddiviso in sette Parrocchie (parroquias): Cumbaratza, Guadalupe, El Limón, Imbana, Sabanilla, San Carlos, Timbara, Zamora.